# Prince-Edward-Island-Nationalpark
Der Prince-Edward-Island-Nationalpark (englisch Prince Edward Island National Park of Canada, französisch Parc national du Canada de l’Île-du-Prince-Édouard) ist ein kanadischer Nationalpark an der Nordküste von Prince Edward Island, entlang des Sankt-Lorenz-Golfs. Der Park erstreckt sich über eine Länge von etwa 60 km und hat eine Fläche von rund 22 km². Die nächstgelegene Stadt ist Charlottetown. Es besteht aus drei Teilgebieten entlang der Küste, nämlich Cavendish, Brackley-Dalvay und Greenwich. Der Park selbst wurde 1937 errichtet, 1998 aber um den zu Greenwich gehörenden Bereich erweitert, der besonders durch Sanddünen geprägt ist. Zum Schutzgebiet gehören daneben ausgedehnte Sandstrände, Sandsteinkliffs, vorgelagerte Inseln, Süßwasserfeuchtgebiete, Salzmarschen und Wälder.
Bei dem Park handelt es sich um ein Schutzgebiet der IUCN-Kategorie II (Nationalpark), welcher von Parks Canada, einer Crown Agency (Bundesbehörde), verwaltet wird.

## Flora und Fauna
Insgesamt wurden im Nationalpark bisher über 400 verschiedenen Pflanzen- und 300 verschiedene Tierarten dokumentiert.
Insbesondere folgende bedrohte Tierarten konnten im Park festgestellt werden: Die Strände dienen dem bedrohten Gelbfuß-Regenpfeifer als Nistplatz. U.a. aus diesem Grund ist der Park zu einer Important Bird Area erklärt worden. Die Gewässer entlang der Küste beherbergen den Amerikanischen Aal, der in Kanada ebenfalls als bedrohte Art gilt.
Bedrohte Säugetiere sind weiter die Fledermausarten Kleine Braune Fledermaus (Myotis lucifugus) und Northern Long-Eared Bat (Nyctophilus arnhemensis), bedrohte Pflanzenarten der Beach Pineweed (Lechea maritima) und die Gulf of St. Lawrence Aster (Symphyotrichum laurentianum).

## Tourismus
Hauptattraktion des Parks ist Green Gables, ein Bauernhof aus dem 19. Jahrhundert, der als Anregung für Lucy Maud Montgomerys Kinderbuch Anne auf Green Gables diente.